# Теракт в Тегеране (2017)
Теракт в Тегеране — серия нападений на парламент Ирана и мавзолей Хомейни 7 июня 2017 года в 10:30 по местному времени, в Тегеране. Данные о погибших и раненых разнятся, известно о 18 погибших и 43 раненых. Ответственность взяла на себя группировка Исламское государство, но в Корпусе стражей исламской революции не исключили, что к теракту может быть причастна Саудовская Аравия.

## Предпосылки
Иранское правительство борется с Исламским государством (ИГ) в течение трёх лет. ИГ, чья доктрина основана на поддержке ваххабитским сегментом суннитского ислама, рассматривает мусульман-шиитов, самую большую мусульманскую группу населения в Иране, как отступников и врагов ислама. Тем не менее, ИГ ещё не предприняло никаких нападений в Иране, несмотря на неоднократные угрозы народу страны. За несколько месяцев до нападения ИГ усилил пропагандистские усилия на персидском языке, чтобы повлиять на суннитское меньшинство Ирана.
Президент Ирана Хасан Рухани подчеркнул большие права меньшинств, в том числе иранских суннитов, и сделал усилия по привлечению внимания к его успешной переизбрательной кампании. Однако в таких районах, как юго-восточные провинции Систан и Белуджистан, были постоянные конфликты с суннитскими экстремистскими группировками. 8 июня 2017 года министр разведки Ирана Махмуд Алави отметил, что за последние два предыдущих года правительство предотвратило «сто террористических заговоров».
3 мая 2017 года заместитель короля Саудовской Аравии Мухаммад ибн Салман Аль Сауд обвинил Иран в попытке взять контроль над Меккой и угрожал действиями. Салман заявил: «Мы не будем ждать битвы в Саудовской Аравии, вместо этого мы будем работать, чтобы сражение было для них в Иране, а не в Саудовской Аравии».

## События

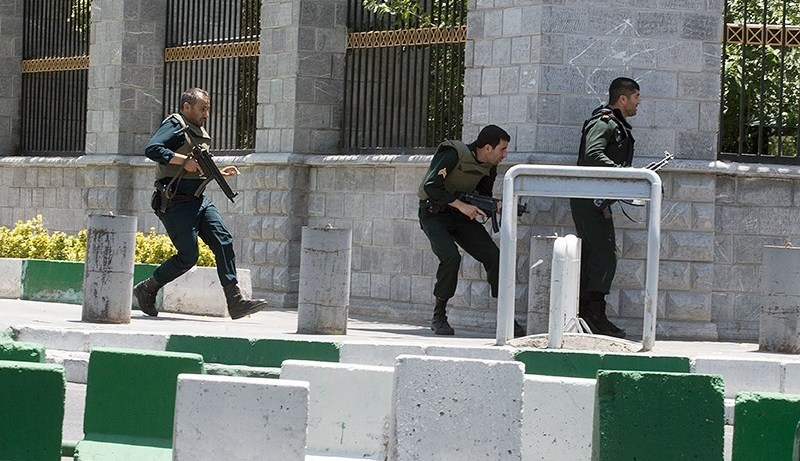
Сотрудники КСИР перед зданием Парламента

### Парламент
Утром на территорию парламентского комплекса во время заседания парламента ворвались четверо вооружённых боевиков, переодетых женщинами. Они убили охранника и несколько других людей, а также, по сообщениям СМИ, захватили заложников; однако иранское правительство это отрицает. Иранское государственное телевидение сообщило, что один из нападавших взорвал себя в здании парламента, в то время как парламент был на сессии, а по данным некоторых других информационных агентств, взрыв мог произойти из-за гранаты, брошенной нападавшими. По заключению Хусейн Зольфагари, заместителя министра внутренних дел Ирана, несколько боевиков были вооружены автоматами АК-47. Здание было впоследствии окружено силовиками. Позже иранское правительство заявило, что все боевики были ликвидированы.

### Мавзолей Хомейни
Одновременно с атакой на парламент другая группа террористов напала на мавзолей Хомейни. Одна из террористок подорвала себя перед входом в полицейский участок, один боевик был ликвидирован, другой покончил с собой. Контртеррористическую операцию в районе мавзолея проводили СИПИРИ, по их сведениям террористы, которые пытались войти в храм, были уничтожены полицейскими снайперами.

## Реакция
18 июня 2017 года с баз КСИР в провинциях Керманшах и Курдистан был нанесён ракетный удар баллистическими ракетами средней дальности по базам террористов, расположенным на востоке Сирии (в районе города Дейр эз-Зор). В сообщении Fars подчёркивается, что ракетный удар является ответом на серию терактов в Тегеране в начале июня.